# Anemorilla rufescens
Anemorilla rufescens är en tvåvingeart som beskrevs av Townsend 1915. Anemorilla rufescens ingår i släktet Anemorilla och familjen parasitflugor.
Artens utbredningsområde är Peru. Inga underarter finns listade i Catalogue of Life.